# Can Pardàs
|  | No s'ha de confondre amb Can Pardas. |

Can Pardàs és una obra de Santa Pau (Garrotxa) inclosa a l'Inventari del Patrimoni Arquitectònic de Catalunya.

## Descripció
És una casa formada per diferents cossos units: el primer -el principal, amb planta baixa i dos pisos superiors-, el segon -que disposa de planta baixa i un pis superior- i la pallissa. Els teulats són a una vessant. Cal destacar la llinda de la porta principal: "PONS PARDAS/16±33". Can Pardàs va ser bastida amb carreus ben escairats als angles i amb carreus grollers i pedra volcànica als murs.

## Història
El veïnat de Can Font està situat entre el poble de Santa Pau i el veïnat de Pujolars. La seva empenta constructiva es va realitzar en el decurs del segle xvii. Cal recordar: Can Pardàs (1633), Can Jan Magre (1628), Can Font (1624) i Can Descolls (1585-1633). Són grans masos, construïts amb carreus ben tallats i amb inscripcions i elements decoratius a les llindes de portes i finestres.